# غلوفر كومبتون
غلوفر كومبتون (بالإنجليزية: Glover Compton)‏ هو موسيقي أمريكي، ولد في 6 يناير 1884، وتوفي في 11 يونيو 1964.

## وصلات خارجية
- غلوفر كومبتون على موقع ميوزك برينز (الإنجليزية)
- غلوفر كومبتون على موقع أول ميوزيك (الإنجليزية)
- غلوفر كومبتون على موقع ديسكوغز (الإنجليزية)